# Żołny
Żołny (Meropidae) – rodzina ptaków z rzędu kraskowych (Coraciiformes). Charakteryzują się bardzo kolorowym ubarwieniem, smukłym ciałem i wydłużonymi środkowymi sterówkami. Wszystkie mają zakrzywiony do dołu dziób i ostro zakończone skrzydła. Większość gatunków występuje w Afryce i Azji, a pozostałe w południowej i wschodniej Europie, na Madagaskarze, Nowej Gwinei, Nowej Brytanii i w Australii.

## Zachowanie
Odżywiają się latającymi owadami, w szczególności osami i pszczołami. Zwykle wyczekują na wystającej gałęzi i po zauważeniu zdobyczy, podlatują i chwytają ją w locie.
W 20 niezależnych badaniach nad 16 gatunkami żołn wykazano, że błonkoskrzydłe stanowią od 20 do 96% wszystkich zjadanych owadów, z tego pszczoły miodne stanowią jedną trzecią (Fry C.H., 1992). Po schwytaniu zdobyczy żołny usuwają przed zjedzeniem żądło i jad. Jeżeli owad, np. pszczoła usiądzie, nawet w bezpośrednim pobliżu żołny, ptak nie będzie próbował upolować owada. Żołny są przystosowane, aby chwytać owady wyłącznie w locie.
Żołny są towarzyskimi ptakami, gniazdują kolonijnie. Tak jak pozostałe kraskowe, wykopują tunele w piaszczystej ziemi, w których składają 2–9 (w zależności od gatunku) białych jaj. Większość gatunków jest monogamiczna, potomstwem opiekują się oboje rodzice.

## Systematyka
Rodzajem typowym jest Merops. Do rodziny należą następujące rodzaje:
- Nyctyornis Jardine & Selby, 1830
- Merops Linnaeus, 1758